# Protetorado do Sul da Nigéria
Sul da Nigéria foi um protetorado britânico nas zonas costeiras da  Nigéria dos dias atuais, formado em 1900 a partir da união de Protetorado Costa do Níger com territórios fretados pela Royal Niger Company em Lokoja abaixo no Rio Níger.
A colônia em volta de Lagos foi adicionada em 1906, e o território foi rebatizado oficialmente a Colônia e Protetorado do Sul da Nigéria. Em 1914, Sul da Nigéria se juntou com o Norte da Nigéria para formar a única colônia da Nigéria. A unificação foi feita por razões econômicas, em vez de políticas — a Norte da Nigéria teve um déficit de orçamento; e a administração colonial procurou usar os excessos de orçamento no Sul da Nigéria para compensar este déficit.

## Selos postais

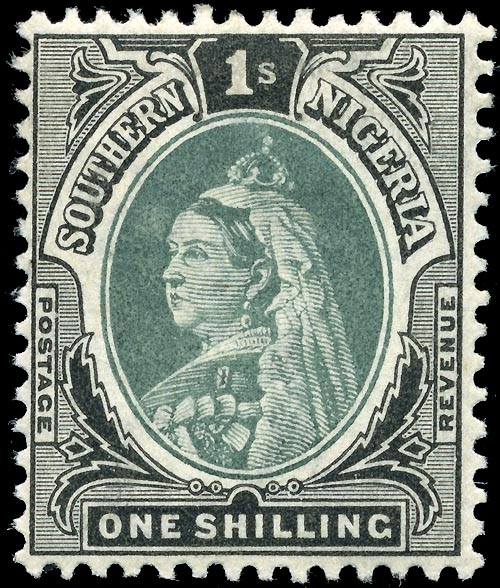
1-shilling (Xelim) valor do selo série 1901

Ver artigo principal em Selos e história postal do Protetorado Sul da Nigéria